# روبن أوبيرت
روبن أوبيرت هو ممثل كندي، ولد في 13 مايو 1972 في كندا.

## وصلات خارجية
- روبن أوبيرت على موقع IMDb (الإنجليزية)
- روبن أوبيرت على موقع ألو سيني (الفرنسية)
- روبن أوبيرت على موقع ميوزك برينز (الإنجليزية)
- روبن أوبيرت على موقع أول موفي (الإنجليزية)
- روبن أوبيرت على موقع ديسكوغز (الإنجليزية)
- روبن أوبيرت على موقع قاعدة بيانات الفيلم (الإنجليزية)
- روبن أوبيرت على موقع كينوبويسك (الروسية)